# Messi (puma)
Messi (em russo: Месси; Saransk, 30 de outubro de 2015) é um puma (português europeu) ou onça-parda (português brasileiro) de estimação, modelo e celebridade da internet, nomeado em homenagem ao futebolista argentino Lionel Messi. Os donos são o casal russo Alexandr e Mariya Dmitriev. Eles compraram-no em 2016 de um zoológico local. Eles moram com Messi em uma casa de dois andares em um grande terreno em Penza, Rússia. Em 2017, o Dmitrievs iniciaram uma conta no Instagram e um canal no YouTube para Messi, que se tornou muito popular em 2018 e continua a crescer em assinantes. Messi também compartilhou a casa e a atenção dos Dmitrievs com uma guepardo de 10 anos chamada Itchel, que foi dada aos Dmitrievs por um treinador de circo em dezembro de 2019 e revelada em janeiro de 2020. Itchel, a guepardo, morreu em abril de 2020 devido a câncer de pulmão.